# Il matrimonio segreto
Il matrimonio segreto (Die heimliche Ehe) ist eine Opera buffa (Originalbezeichnung: „Dramma giocoso“) in zwei Akten des italienischen Komponisten Domenico Cimarosa. Es war seine 54. Oper. Das Libretto stammt vom italienischen Textdichter Giovanni Bertati, der als Vorlage das Lustspiel The Clandestine Marriage von David Garrick, einem Londoner Schauspieler, und George Colman dem Älteren nutzte, welches 1766 erfolgreich am Theatre Royal Drury Lane uraufgeführt wurde. Zu ihrer Komödie inspiriert wurden sie durch einen Kupferstich des englischen Malers William Hogarth.

## Inhalt

### Erster Akt

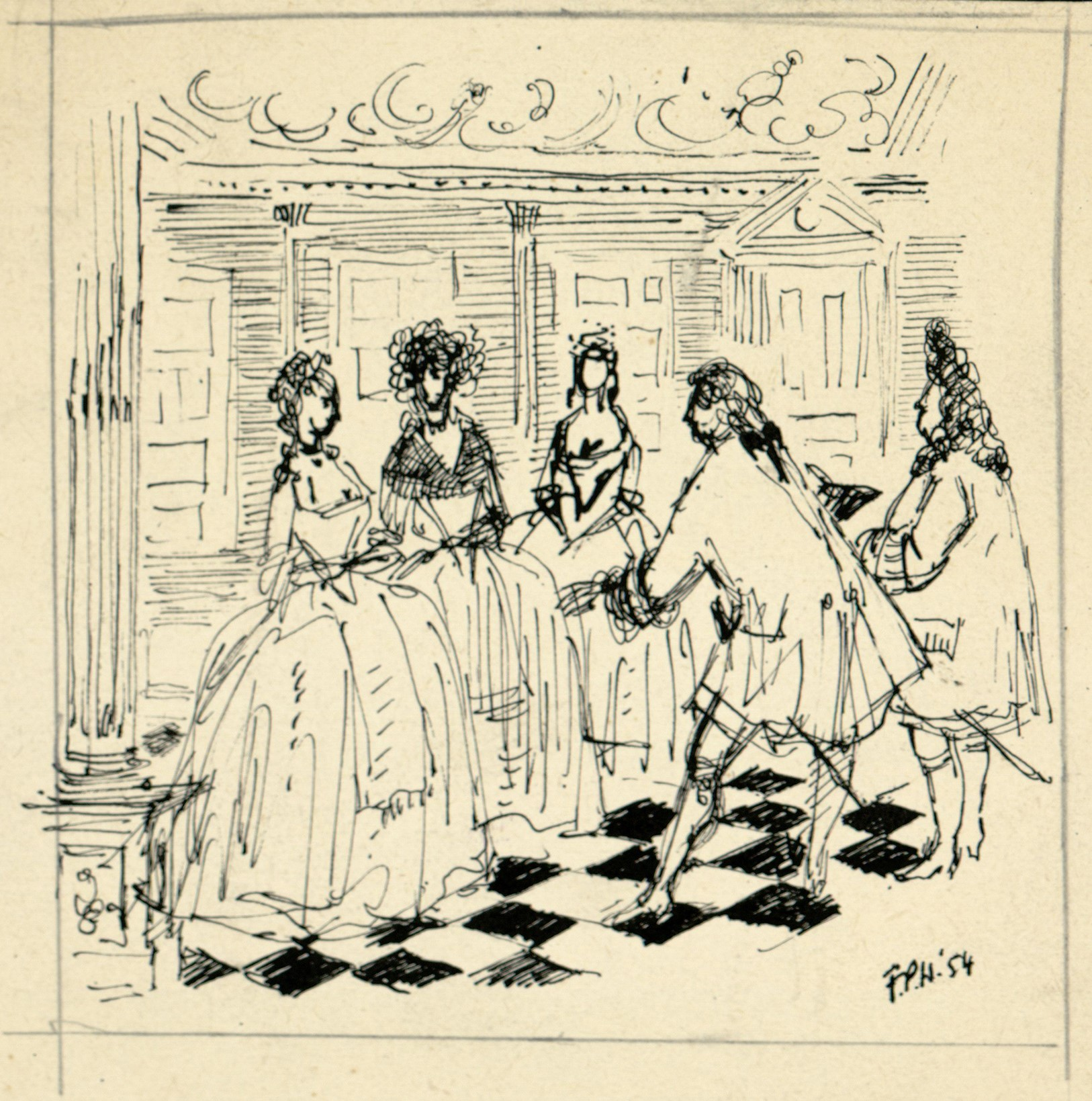
Szenenbild von Peter Hoffer, 1954

Der wohlhabende Kaufmann Geronimo lebt mit seiner verwitweten Schwester und seinen beiden Töchtern, ohne deren Mutter, in einem gemeinsamen Haushalt. Geronimo möchte seine Töchter an Adelige verheiraten, um so in der Gesellschaft aufzusteigen. Die jüngere Tochter Carolina ist allerdings bereits seit zwei Monaten mit dem Buchhalter Paolino „heimlich verheiratet“. Das „Matrimonio segreto“ hat bereits stattgefunden, nur weiß noch niemand davon, schon gar nicht Geronimo.
Mit einem Brief wird die baldige Ankunft von Graf Robinsone angekündigt, dem Geronimos älteste Tochter Elisetta mit einer Mitgift von 100.000 Scudi versprochen ist. Geronimo verkündet nun die bevorstehende Heirat von Elisatta und dem Grafen. Elisetta triumphiert über ihre Schwester Carolina. Auch Geronimos Schwester träumt von Heirat, allerdings mit dem jungen Paolino, in den sie sich verliebt hat.
Graf Robinsone trifft ein und erkennt irrtümlich in Carolina seine Braut, in die er sich auch sofort verliebt hat. Der Irrtum wird dem Grafen sofort mitgeteilt. Zu Paolinos Entsetzen weist der Graf jedoch Elisetta zurück und besteht auf einer Heirat mit Carolina. Er verzichtet dafür sogar auf die Hälfte der Mitgift.
Elisetta ist wütend vor Eifersucht, als sie den Grafen mit Carolina vorfindet. Fidalma kommt hinzu, kann die Situation aber ebenfalls nicht beruhigen. Der schwerhörige Geronimo versteht kein Wort. In dieser Verwirrung endet der erste Akt in einem groß angelegten Finale.

### Zweiter Akt
Geronimo hat in einem klärenden Gespräch mit dem Grafen erfahren, dass dieser Carolina bevorzugt. Mit Aussicht auf eine Ersparnis der Mitgift von 50.000 Scudi für die Heirat mit Carolina erklärt er sich einverstanden, wenn Elisetta auf den ihr versprochenen Gatten verzichtet.
Der verzweifelte Paolino wendet sich an Fidalma, dass sie für ihn bei Geronimo ein gutes Wort einlegt. Fidalma nutzt aber die Gelegenheit und gesteht Paolino ihre Liebe. Carolina kommt hinzu, glaubt sich betrogen und stellt Paolino erbost zur Rede. Paolino kann das Missverständnis aufklären. Als letzter Ausweg erscheint ihnen die gemeinsame Flucht.
Graf Robinsone möchte Elisetta von einer Heirat mit ihm abbringen. Er spielt ihr deshalb vor, wahnsinnig zu sein. Zum Erstaunen des Grafen lässt Elisetta aber nicht von ihrem Entschluss ab, ihn heiraten zu wollen.
Die beiden zurückgewiesenen Frauen, Elisetta vom Grafen und Fidalma von Paolino, verbünden sich und beschließen Geronimo zu überreden, dass er Carolina ins Kloster schickt, bis die Hochzeit des Grafen mit Elisetta vonstattenging.
Carolina möchte ihrem Vater die „heimliche Heirat“ gestehen. Geronimo lässt sie aber gar nicht ausreden und schickt sie ins Kloster. Verzweifelt bleibt Carolina alleine zurück. Der Graf kommt hinzu. Er erkennt, dass er Carolinas Liebe nicht gewinnen kann und verspricht nun ihr zu helfen. Elisetta, Fidalma und Geronimo sehen die beiden in einer vertrauten Situation und sehen sich in ihrer Vermutung bestätigt, dass der Graf Carolina heiraten wird.
Paolino und Carolina bereiten ihre Flucht vor, werden jedoch durch Geräusche im Haus aufgehalten und müssen sich verstecken. Elisetta vermutet den Grafen in Carolinas Zimmer und ruft alle herbei. Zum Erstaunen aller tritt der Graf jedoch aus seinem eigenen Zimmer.
Durch eine Unvorsichtigkeit werden Paolino und Carolina in ihrem Versteck entdeckt. Sie gestehen nun ihre „heimliche Ehe“. Fidalma ist am Boden zerstört, Geronimo gerät wieder einmal in Rage. Der Graf verspricht nun doch Elisetta zu heiraten. Geronimo verzeiht und der Tag kommt glücklich zu Ende.

## Instrumentation
Die Orchesterbesetzung der Oper enthält die folgenden Instrumente:
- Holzbläser: zwei Flöten, zwei Oboen, zwei Klarinetten, zwei Fagotte
- Blechbläser: zwei Hörner, zwei Trompeten
- Pauken
- Streicher
- Basso continuo

## Werkgeschichte
Cimarosas Oper wurde am 7. Februar 1792 unter der Leitung des Komponisten im k.k. National-Hoftheater (Burgtheater) in Wien uraufgeführt. Es sangen Francesco Bussani (Geronimo), Anna Morichelli-Bosello (Elisetta), Dorothea Sardi-Bussani (Carolina), Maria Monza (Fidalma), Francesco Benucci (Graf Robinson) und Paolo Mandini (Paolino). Auch Kaiser Leopold II., der den Auftrag zu der Oper gegeben hatte, war anwesend. Nach der zweiten Aufführung musste das Stück auf Geheiß des Kaisers am selben Abend in voller Länge wiederholt werden.
In der Moderne wurde die Oper durch Giorgio Strehlers Inszenierung zur Eröffnung der Piccola Scala di Milano am 26. Dezember 1955 wieder bekannt. Heute ist Il matrimonio segreto Cimarosas bekannteste Oper (er schrieb deren über 70) und wird in ganz Europa regelmäßig aufgeführt.

## Aufnahmen
- 1950 (live), mit Alda Noni, Giulietta Simionato, Cesare Valletti, Sesto Bruscantini, Ornella Rovero, Antonio Cassinelli, Orchestra del Maggio Musicale Fiorentino dirigiert von Ermanno Wolf-Ferrari
- 1956, mit Graziella Sciutti, Ebe Stignani, Luigi Alva, Carlo Badioli, Eugenia Ratti, Franco Calabrese, Orchestra del Teatro alla Scala di Milano dirigiert von Nino Sanzogno